# Ozimops beccarii
Ozimops beccarii — вид кажанів родини молосових.

## Поширення
Вид зустрічається на півночі Австралії, в Індонезії, Папуа Новій Гвінеї від рівня моря до 300 м над рівнем моря.
Живе у найрізноманітніших місцях проживання, від посушливих і напівпосушливих районів, через місця проживання саванового типу до лісових районів, у тому числі вологих тропічних лісів. Може бути знайдений в міських районах.

## Спосіб життя
Цей вид лаштує сідала в дуплах дерев, в печерах, в будівлях в колоніях до 50 тварин.

## Опис
М. beccarii є найважчим з роду Mormopterus в Австралії. Тіло могутнє і сплощена. У верхній частині тіло коричневе, нижче сіре до світлого. Шкіра коричневого кольору. Виростає до 50-66 мм, хвіст з 28 до 45 мм, довжина передпліччя з 34 до 40 мм.

## Підвиди
Mormopterus beccarii поділяється на два підвиди.

### ПідвидMormopterus.b beccarii
Підвид Mormopterus beccarii beccarii поширюється в Індонезії та Папуа Новій Гвінеї, а саме на островах Амбон і Хальмахера. Виростає до 62-66 мм в довжину, 28-30 мм хвіст, довжина передпліччя 34,36 мм, вага 14-17 г.

### ПідвидMormopterus.b astrolabiensis
Підвид Mormopterus beccarii astrolabiensis поширюється на великій частині Австралії. Виростає до 50-55 мм в довжину, 35-45 мм хвіст, довжина передпліччя 37-40 мм, вага 12-18 г.